# Montagnais-Krater
Koordinaten: 42° 53′ 0″ N, 64° 13′ 0″ W
Montagnais ist ein Einschlagkrater, der sich auf dem Festlandsockel südlich der kanadischen Provinz Nova Scotia befindet.
Der Durchmesser des Kraters beträgt 45 km; sein Alter wird auf 50,50 ± 0,76 Millionen Jahre geschätzt (Eozän). Die Struktur liegt unter dem Meeresspiegel und ist mit Sedimenten bedeckt.